# Ada Kramm

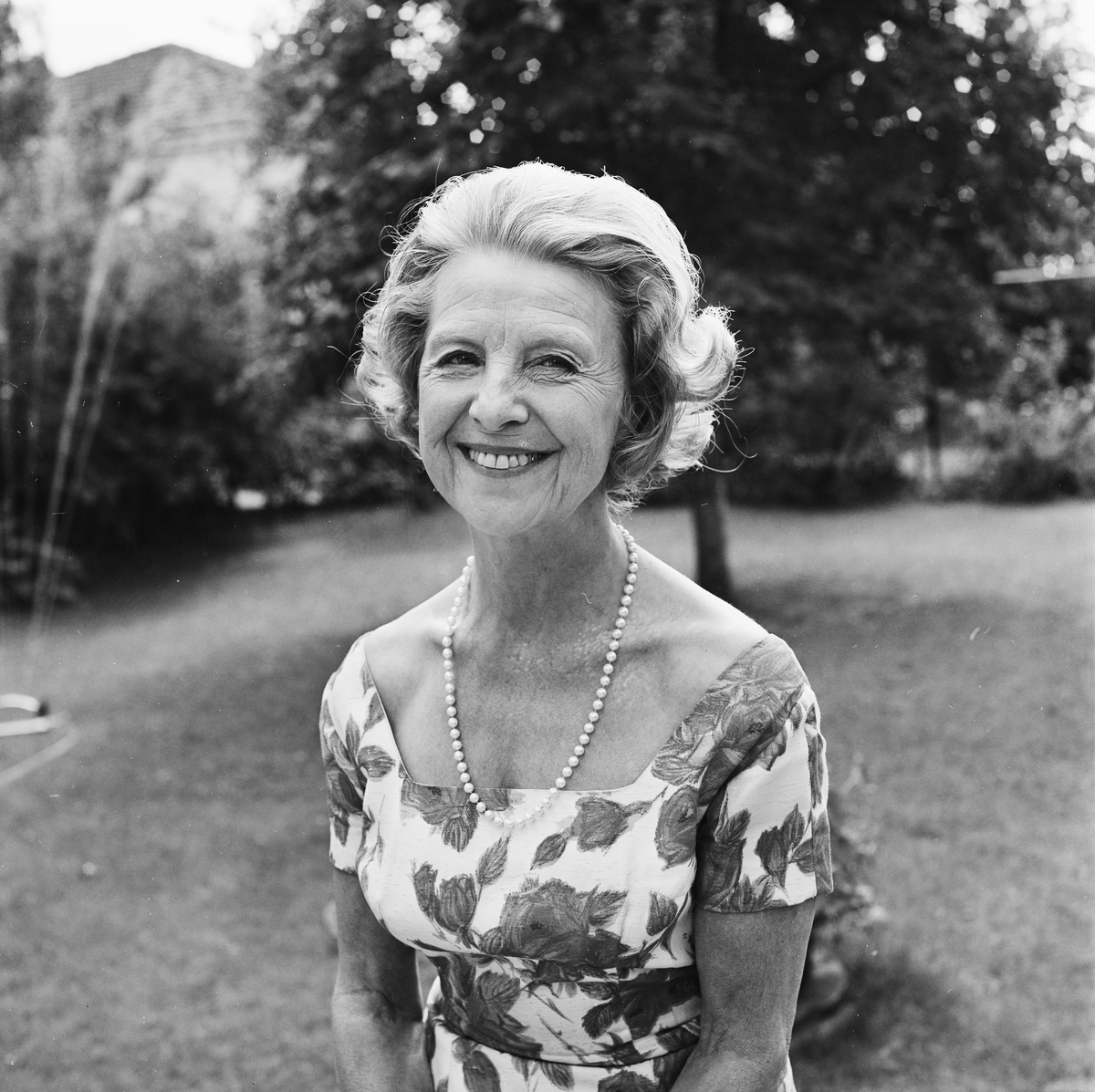
Ada Kramm, 1966.

Ada Kramm, född den 24 mars 1899 i Vardø, död den 17 december 1981 i Oslo, var en norsk skådespelare, dotter till Adam Egede-Nissen, gift 1920 med kapten Hugo Kramm.
Kramm debuterade 1916 vid Stavanger Teater, och var senare knuten till Den Nationale Scene och Centralteatret. Sin huvudinsats gjorde hon vid Det Nye Teater (från 1928) och Nationaltheatret (från 1934). Hon utvecklades till att bli en eftertrycklig karaktärsskådespelare; genombrottet kom med rollen som modern i Tennessee Williams Glasmenageriet. Hos Ibsen gjorde hon fängslande roller som fru Solness och fru Borkman, och hos Strindberg var hon mödrarna i Pelikanen och Moderskärlek. Bland hennes betydande moderna karaktärsskildringar märks Linda i Arthur Millers En handelsresandes död. En dristig komisk figur gestaltade hon som Donna Olympia i Ludvig Holbergs Don Ranudo.
Kramm gästade Riksteatret som farmodern i Caillavet och de Flers komedi La belle aventure (1977) och Nationaltheatret som tant Julle i Hedda Gabler och i Bjørg Viks Sorgenfri (1978).

## Filmografi (urval)
- 1928 – Bergenstoget plyndret inatt
- 1930 – Eskimå
- 1951 – Storfolk og småfolk